# Rio Ciotina (Coşna)
O Rio Ciotina (Coşna) é um rio da Romênia, afluente do Coşna, localizado no distrito de Suceava.